# Terézia Mora
Terézia Mora [ˈtɛreːziɒ ˈmorɒ], född 5 februari 1971 i Sopron i Ungern, är en tyskspråkig författare och översättare från ungerska. År 2000 och 2010 tilldelades hon Adelbert von Chamisso priset.
Mora fick Tyska bokpriset 2013 för sin roman Das Ungeheuer ("Vidundret"). Hon fick Georg Büchnerpriset 2018.

## Biografi
Efter den politiska vändningen i Ungern flyttade Terézia Mora 1990 till Berlin för att studera hungarologi och teatervetenskap vid Humboldt-universitetet. Hon utbildade sig till manusförfattare vid Deutsche Film- und Fernsehakademie Berlin (dffb). Sedan 1998 är hon frilansförfattare.

## Verk

### Prosa
- Seltsame Materie (1999)
- Alle Tage 2004, (svensk översättning Linda Östergaard, Alla dagar, Rámus förlag 2011)
- Der einzige Mann auf dem Kontinent, Luchterhand Literaturverlag 2009, 384 sidor, ISBN 3-630-87271-9
- Das Ungeheuer, Luchterhand Literaturverlag, 2013, ISBN 978-3-630-87365-7, (svensk översättning Linda Östergaard Monstret , Rámus förlag 2017)
- Die Liebe unter Aliens, Luchterhand Literaturverlag, 2016, ISBN 978-3-630-87319-0, (svensk översättning Linda Östergaard Aliens, Rámus förlag 2020)
- Auf dem Seil, Luchterhand Literaturverlag, 2019, ISBN 978-3-630-87497-5

### Manus
- Die Wege des Wassers in Erzincan, spelfilm, 30 min. (1998)
- Boomtown/Am Ende der Stadt, spelfilm, 30 min. (1999)
- Das Alibi, spelfilm, 90 min. (2000)

### Teaterstycken
- So was in der Art (2003)

### Radioteater
- Miss June Ruby, 2005

### Essä
- Über die Drastik, i: BELLA triste Nr. 16 (2006)

### Översättningar
- Péter Esterházy: Harmonia Caelestis (2001)
- István Örkény: Minutennovellen (2002)
- Péter Zilahy: Die letzte Fenstergiraffe (2004)
- Lajos Parti Nagy: Meines Helden Platz (2005)
- Peter Esterházy: Flucht der Prosa i Einführung in die schöne Literatur (2006)
- Péter Esterházy: Keine Kunst (2009)
- Péter Esterházy: Ein Produktionsroman (Zwei Produktionsromane) (2010)
- Zsófia Bán: Abendschule. Fibel für Erwachsene, Suhrkamp Verlag, Berlin 2012